# Kaiserlich Japanische Marineakademie

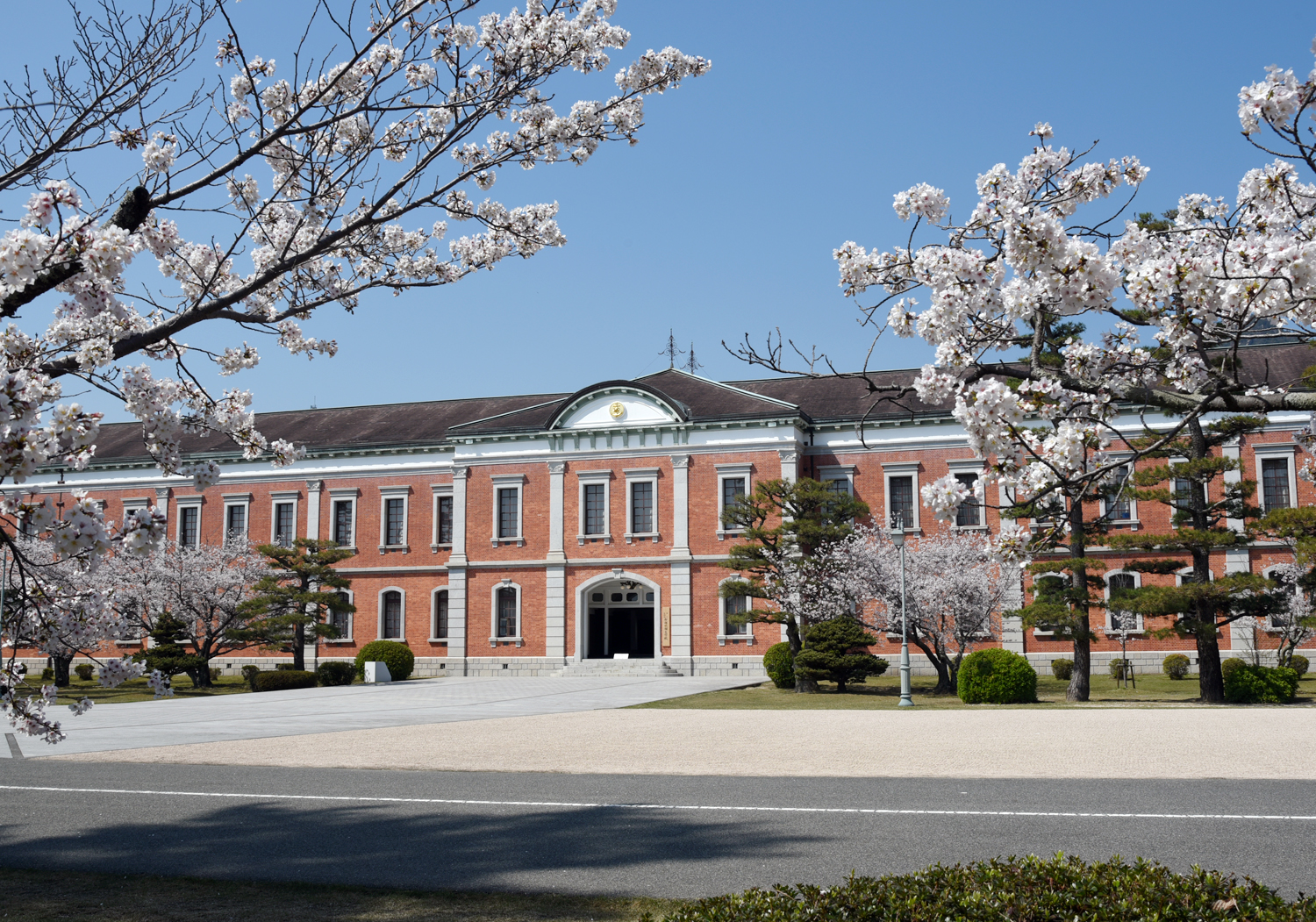
Ein Gebäude der Kaiserlich Japanischen Marineakademie

Die Kaiserlich Japanische Marineakademie (海軍兵学校 (かいぐんへいがっこう) Kaigun Heigakkō. Kurzform: 海兵 Kaihei) war eine Schule, die gegründet wurde, um Offiziere für die Kaiserlich Japanische Marine auszubilden. Ursprünglich befand sich die Schule in Nagasaki und zog 1866 nach Yokohama und 1869 nach Tsukiji, einem Stadtteil von Tokio. 1888 zog die Akademie nach Etajima in der Präfektur Hiroshima. Die Studenten besuchten die Schule drei Jahre, waren nach dem Abschluss als Midshipmen zugelassen und wurden nach einer gewissen aktiven Dienstzeit und einer Überseefahrt in den niedrigsten Offiziersrang der Marine berufen. 1943 wurde eine getrennte Schule für Marineflieger in Iwakuni eröffnet und 1944 wurde noch eine zweite in Maizuru. Die Akademie wurde 1945 nach dem Ende der Kaiserlich Japanischen Marine geschlossen. 1956 wurde, wieder in Etajima, die 'Marine Akademie Etajima' für die Offizierskanditaten der neuen japanischen Marine gegründet. Eine weiterführende Schule für die Absolventen der Schüler der Marineakademie war die Marinehochschule (海軍大学校, Kaigun Daigakkō, Kurzform: 海大 Kaidai), in der sie eine spezialisiertere Ausbildung erhielten. Voraussetzung war eine mehrjährige Dienstzeit in der Marine.

## Geschichte
Die Kaiserliche Japanische Marine wurde 1868 gegründet. Zunächst spiegelte die Organisation der neuen Marine die Zusammensetzung der Bürokratie der Meiji-Regierung wider. Samurai, die aus der Koalition der südwestlichen Gebiete, die für die Abschaffung des Shogunats gekämpft hatten, dominierten das kleine Offizierskorps der Marine. Die Regionen Japans, die die Meiji-Restauration angeführt hatten, insbesondere Satsuma, dominierten auch die Zahl der Rekruten, die an die neue Marineakademie geschickt wurden, die im Oktober 1869 eröffnet worden war. Die Führung der neuen Marine unternahm später Schritte, um die Rekrutierung im Offizierskorps zu reformieren und ein Rekrutierungssystem zu etablieren, das auf Leistung und nicht auf Klasse oder Region basierte. 1871 gab die Regierung bekannt, dass Bewerber aus allen Schichten und allen Regionen sich melden konnten und die Auswahl auf Grund von Aufnahmeprüfungen geschehen würde.
Ab 1870 boten die mächtigsten Han ('Bezirke', 'Lehen') mit unabhängigen Seestreitkräften ihre Schiffe der Regierung an, allerdings unter der Bedingung, dass die Offiziere und Mannschaften, die sie bemannten, anschließend Positionen und Ränge in der neuen Marine erhielten. Da Satsuma der neuen Regierung die drei größten Kriegsschiffe zur Verfügung stellte, stellte sie auch mehr Offiziere und angeworbene Matrosen als jede andere Domäne.
Bei der ersten Rekrutierung neuer Kadetten für die Marineakademie stützte sich das Hyōbushō (Militärministerium) auf Präzedenzfälle aus der Bakumatsu-Ära. Dies ähnelte der Rekrutierung von Kadetten in den beiden von den Niederlanden unterstützten Bakufu-Marineausbildungszentren, die 1855 bzw. 1857 eröffnet worden waren und führte das Tributsystem zur Sicherung von Kadetten fort. Den Domänen der 17 ursprünglichen Anti-Bakufu-Koalition, die über Marineeinheiten verfügten, wurde befohlen, der Akademie entsprechend der Größe ihrer jeweiligen Domänen Kadetten zur Verfügung zu stellen. Innerhalb dieses Schemas stellten die größeren politischen Bereiche fünf Kadetten und die kleineren jeweils drei. Da Chōshū, Satsuma und Hizen drei der wichtigsten Marinegebiete waren, entsandten sie die größten Kontingente. Darüber hinaus entsandten Satsuma-Beamte neben den fünf Tributkadetten auch vierzehn voll zahlende Kadetten, wodurch ihr Bereich die größte Einzelvertretung an der Akademie erhielt. Allerdings erreichte die Qualität der Kadetten bei weitem nicht die Erwartungen der Akademie noch die der Beamten des Militärministeriums. Von den ursprünglich 114 Studenten, die die Akademie im Jahr 1870 besuchten, blieben nur zwei für den gesamten Kurs in der Schule und schlossen 1873 die Ausbildung erfolgreich ab. Diese mangelhaften Leistungen waren ein Grund, die oben erwähnten Aufnahmeprüfungen einzuführen.
Japans Marineführung war sich der damals äußerst begrenzten wirtschaftlichen und materiellen Ressourcen des Landes bewusst, was dazu führte, dass zunächst der Ausbildung von Offizieren und Mannschaften Vorrang vor dem Erwerb zusätzlicher Marineschiffe eingeräumt wurde. Im Bewusstsein der Tatsache, dass Offiziere nicht über Nacht ausgebildet werden konnten, begannen sie mit einer Neuorganisation der Marineakademie. Im Jahr 1871 führte die Regierung eine neue Politik zur Rekrutierung von Marineoffizieren ein, die weitreichende Auswirkungen auf die Marine hatte. Erstens machte die Marine die Einschreibung vom erfolgreichen Abschluss einer Aufnahmeprüfung abhängig. Zweitens: Um Personen mit herausragenden intellektuellen Fähigkeiten anzuziehen und die Marine zu einem nationalen Dienst zu machen, öffnete die Marine Bewerbungen für alle, die eine Karriere bei der Marine anstrebten, unabhängig von ihrer sozialen oder geografischen Herkunft. Personen mit Samurai-Hintergrund machten in der frühen Meiji-Zeit die überwiegende Mehrheit der Kadetten aus. Die Einführung einer prüfungsbasierten Zugangsqualifikation führte zu einem spürbaren Anstieg der Zahl der Offiziere mit einfacherem Hintergrund, die zuvor nur eine geringe oder keine militärische Ausbildung absolviert hatten.
Während einer durchschnittlichen Ausbildungsdauer von vier Jahren wurden Kadetten an der Marineakademie in verschiedenen Fächern der Marinewissenschaft wie Nautik, Navigation und Artillerie sowie allgemeinbildenden Fächern unterrichtet. Das Trainingsprogramm legte Wert auf körperliche Fitness und Zähigkeit und legte großen Wert auf die traditionellen japanischen Militärwerte Loyalität, Höflichkeit und Tapferkeit.
Im Gegensatz zur Kaiserlich Japanischen Armee vermied die Marine zunächst die Anwendung des allgemeinen Wehrpflichtgesetzes von 1873 und versuchte stattdessen, Freiwillige statt Wehrpflichtige für ihre Reihen zu rekrutieren. Bevorzugt wurden diejenigen, die bereits etwas vom Meer wussten, insbesondere die Söhne von Fischern im Alter zwischen 18 und 25 Jahren. Später, als die Marine wuchs, bestand ihr Personal sowohl aus Freiwilligen als auch aus Wehrpflichtigen. Nach der Rekrutierung durch örtliche Rekrutierungszentren wurden die Rekruten zu 'Kaiheidan' (海兵団 – Marinekorps) Einheiten in einen der vier Marinebezirke Japans (Yokosuka, Kure, Sasebo und Maizuru) geschickt, die für die Ausbildung von Mannschaften und Unteroffizieren verantwortlich waren.